# Flags
Flags är det tredje studioalbumet från den nyzeeländska sångerskan Brooke Fraser. Albumet släpptes i Australien den 8 oktober 2010, i Nya Zeeland den 11 oktober, samt i både Storbritannien och USA den 12 oktober. Fraser skrev åtta av låtarna på albumet helt på egen hand men var delaktig i alla elva.

## Låtlista
1. Something in the Water - 3:02
2. Betty - 2:58
3. Orphans, Kingdoms - 3:54
4. Who Are We Fooling - 4:25
5. Ice on Her Lashes - 5:44
6. Coachella - 3:32
7. Jack Kerouac - 3:25
8. Sailboats - 3:18
9. Crows + Locusts - 5:47
10. Here's to You - 4:22
11. Flags - 4:46

## Listplaceringar
| Lista (2010–2011) | Topplacering |
| ----------------- | ------------ |
| Australien        | 3            |
| Nederländerna     | 34           |
| Nya Zeeland       | 1            |
| Schweiz           | 9            |
| Tyskland          | 6            |
| USA               | 59           |
| Österrike         | 26           |